# BFC Daugavpils

Bērnu Futbola Centrs Daugavpils (også kendt som BFC Daugavpils) er en fodboldklub fra Letland. Klubben spiller i den bedste lettiske liga Virslīga og har hjemmebane på Celtnieka stadions i byen Daugavpils.

## Historie
Klubben blev stiftet i 2009.

## Historiske slutplaceringer
| Sæson | Niveau | Liga     | Placering | Kilde  | Notering               |
| ----- | ------ | -------- | --------- | ------ | ---------------------- |
| 2010  | 1.     | 1. līga  | 7.        | [ 1 ]  |                        |
| 2011  | 1.     | 1. līga  | 8.        | [ 2 ]  |                        |
| 2012  | 1.     | 1. līga  | 4.        | [ 3 ]  |                        |
| 2013  | 1.     | 1. līga  | 1.        | [ 4 ]  | Oprykning til Virslīga |
| 2014  | 1.     | Virslīga | 8.        | [ 5 ]  |                        |
| 2015  | 1.     | Virslīga | 6.        | [ 6 ]  |                        |
| 2016  | 1.     | Virslīga | 8.        | [ 7 ]  | Nedrykning til 1. līga |
| 2017  | 2.     | 1. līga  | 3.        | [ 8 ]  |                        |
| 2018  | 1.     | 1. līga  | 1.        | [ 9 ]  | Oprykning til Virslīga |
| 2019  | 1.     | Virslīga | 8.        | [ 10 ] |                        |
| 2020  | 1.     | Virslīga | 8.        | [ 11 ] |                        |
| 2021  | 1.     | Virslīga | 6.        | [ 12 ] |                        |
| 2022  | 1.     | Virslīga | 7.        | [ 13 ] |                        |
| 2023  | 1.     | Virslīga | 7.        | [ 14 ] |                        |
| 2024  | 1.     | Virslīga | 5.        | [ 15 ] |                        |

## Klubfarver
| BFC Daugavpils | BFC Daugavpils |

## Nuværende trup
Pr. 15. april 2025.
| Nr. | Land            | Position | Spiller                  |
| --- | --------------- | -------- | ------------------------ |
| 1   | Letland         | MM       | Janis Beks               |
| 21  | Elfenbenskysten | MI       | Toumani Diakite          |
| 4   | England         | FO       | Wasiri Williams          |
| 5   | Letland         | FO       | Aleksejs Kudeļkins       |
| 6   | Letland         | MI       | Nikita Barkovskis        |
| 7   | Letland         | AN       | Kristians Kauselis       |
| 22  | Ukraine         | AN       | Artem Garzha             |
| 23  | Mali            | AN       | Boubou Diallo            |
| 9   | Japan           | FO       | Shunsuke Murakami        |
| 24  | Letland         | MI       | Edgars Ivanovs (anfører) |
| 37  | Letland         | FO       | Glebs Mihalcovs          |

| Nr. | Land                        | Position | Spiller               |
| --- | --------------------------- | -------- | --------------------- |
| 10  | Gambia                      | MI       | Wally Fofana          |
| 11  | Elfenbenskysten             | AN       | Mohamed Koné          |
| 15  | Letland                     | AN       | Marks Pacepko         |
| 20  | Demokratiske Republik Congo | MI       | Ceti Junior Tchibinda |
| 58  | Letland                     | MM       | Jurijs Saveljevs      |
| 28  | Letland                     | MM       | Lukass Zuravlovs      |
| 8   | Letland                     | MI       | Raivis Skrebels       |
| 33  | Letland                     | FO       | Davis Cucurs          |
| 66  | Letland                     | FO       | Kirils Bujanovs       |
| 17  | Senegal                     | AN       | Barthélémy Diedhiou   |
| 18  | Letland                     | AN       | Maksims Kopilovs      |
| 27  | Letland                     | AN       | Valerijs Lizunovs     |
| 99  | Letland                     | AN       | Armans Galajs         |